# Онтологический аргумент
Онтологи́ческий аргуме́нт, или Онтологи́ческое доказа́тельство бытия́ Бо́га, — одна из категорий аргументов, относящихся к вопросу существования Бога, появившаяся в христианской теологии. Не существует точных критериев для классификации онтологических аргументов, но аргументы типично начинаются с определения Бога, а заканчиваются подведением итогов о необходимости его существования, используя главным образом причины априори и эмпирические наблюдения.
Общепризнано, что первый онтологический аргумент был предложен Ансельмом Кентерберийским в 1078 году в «Прослогионе». Ансельм описал Бога как «нечто, больше чего ничего нельзя помыслить» (aliquid quo nihil majus cogitari potest). Он утверждал, что если бы более идеальное существо могло бы существовать в нашем разуме, то оно также должно было бы существовать и в реальности. Французский философ XVII века Рене Декарт выдвинул аналогичные аргументы. Декарт опубликовал несколько вариантов своих аргументов, каждый из которых основан на том, что существование Бога непосредственно выводится из любой «ясной и отчётливой» идеи о высшем совершенном существе. В начале восемнадцатого века Готфрид Лейбниц дополнил идеи Декарта в попытке доказать, что «высшее совершенное» существо представляет собой определённую стройную концепцию. Другие онтологические аргументы принадлежат Курту Гёделю, который предложил формальный аргумент в пользу существования Бога. Норман Малькольм возродил онтологический аргумент в 1960 году, найдя второй, более сильный, онтологический аргумент в работе Ансельма; Алвин Плантинга оспорил этот аргумент и предложил альтернативный, основанный на модальной логике. Были сделаны попытки для проверки доказательства Ансельма с использованием автоматизированного доказательства теорем. Другие аргументы были классифицированы как онтологические, в том числе сделанные исламским философом Мулла Садра.
Первым критиком онтологического аргумента был современник Ансельма — монах Гаунило из Мармутье. Он использовал аналогию в виде идеального острова, предполагая, что онтология может быть использована, чтобы доказать существование чего-либо. Это была первая попытка доказать, что онтология приводит к абсурдным выводам. Позднее Фома Аквинский отверг аргумент, основываясь на том, что человек не может познать природу Бога. Дэвид Юм описал эмпирический недостаток аргументов, критикуя отсутствие доказательных рассуждений и несостоятельность идеи обязательного существования чего-либо. Критика Иммануила Канта была основана на его мнении о ложности того, что первоначальное условие существования является предикатом. Он рассуждал, что если ничего не сказано о причине существования, то оно не является предикатом и, таким образом, «высшее совершенное» существо может и не существовать. Наконец, философы, такие как Данбар Брод, отвергли определение абсолютно совершенного существа, предполагая, что некоторые черты, делающие его великим, несовместимы с другими, делая «абсолютно совершенное существо» невозможным.

## Классификация
Традиционное определение онтологического аргумента было дано Иммануилом Кантом. Он противопоставил онтологический аргумент (буквально любой аргумент, связанный с Богом[прояснить]) космологическим и физико-теоретическим аргументам. По мнению Канта, онтологические аргументы — это те, которые основаны на априорных рассуждениях.
Грэм Оппи, считавший, что «нет необходимости» отходить от традиционного определения, определил онтологические аргументы как те, которые начинаются с «не нужно ничего, кроме аналитики и априори» и заканчиваются утверждением о существовании Бога. Оппи признал, однако, что не все «традиционные свойства» онтологического аргумента (аналитичность, необходимость и априорность) можно найти во всех онтологических аргументах, и в своей работе «Онтологические аргументы и вера в Бога» 2007 года предположил, что более точное определение онтологического аргумента будет использоваться только мыслителями.
Оппи классифицировал онтологические аргументы по определению, концепции, модульности, аргументации Майнонга, эмпирике, мереологии, гегелевским категориям, базовым условиям. Майнонгианские аргументы поясняют различие между «разными способами существования»; эмпирические аргументы используют идею, что Бог существует только для тех, кто знает о нём; гегелевские аргументы основаны на философии Гегеля.
Уильям Лэйн Крейг подверг критике классификацию Оппи, отметив, что она слишком расплывчата, чтобы быть классификацией. Крейг утверждал, что аргумент может быть назван онтологическим, если он пытается вывести существование Бога, используя необходимые факты из определения. Он предположил, что сторонники онтологических аргументов будут утверждать, что если кто-то полностью поймёт концепцию Бога, то этот кто-то должен принять его существование. Вильям Л. Роу определил онтологические аргументы как те, что начинают с определения Бога и, используя только априорные принципы, заключают, что Бог существует.

## Развитие
Несмотря на то, что онтологический аргумент можно было встретить в работах греческих философов, таких как Платон и Неоплатонисты, считается, что первый онтологический аргумент был чётко сформулирован Ансельмом. Некоторые учёные утверждают, что исламский философ Авиценна (Ибн Сина) сформулировал нечто подобное онтологическому аргументу до Ансельма, но другие сомневаются в этом. Даниэль Домбровский отметил три основных этапа в развитии аргумента: первоначальная явная формулировка Ансельма; критика Канта и Юма в восемнадцатом веке; и определение второго онтологического аргумента в Прослогионе Ансельма философами двадцатого века.

### Ансельм

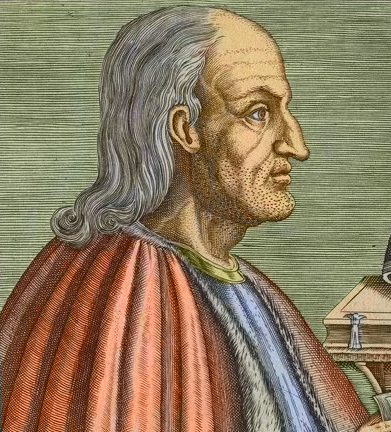
Ансельм Кентерберийский был первым, кто попытался привести онтологический аргумент для доказательства существования Бога

Богослов и философ Ансельм Кентерберийский (1033—1109) предложил онтологический аргумент во второй и третьей главах своего Прослогиона. Аргумент Ансельма не был представлен для того, чтобы доказать существование Бога; скорее, в Прослогионе он показал, как идея о Боге стала для него очевидной.
Во второй главе Прослогиона Ансельм определил Бога как «нечто совершенное, лучше чего невозможно вообразить». Он предположил, что даже «дурак» сможет понять эту концепцию, а это понимание само по себе является причиной существования идеи «совершенства» в сознании. Концепция, в свою очередь, должна существовать либо только в нашем сознании, или и в нём, и в реальности. Если такое существо существует только в нашем сознании, то лучшее существо, которое будет существовать одновременно и в сознании, и в реальности, существует. Поэтому, если мы можем представить абсолютно совершенное существо, то оно должно существовать в реальности. Таким образом, идеальное существо, которое Ансельм описал как Бога, должно существовать в реальности.
Аргументы Ансельма во второй главе могут быть объединены:
1. Бог — это существо, лучше которого нельзя вообразить.
2. Идея Бога присутствует в сознании.
3. Существо, существующее и в сознании, и в реальности лучше того, которое существует только в сознании.
4. Если Бог присутствует только в воображении, тогда мы можем представить лучшее существо — то, которое присутствует и в реальности.
5. Мы не можем вообразить что-то лучше Бога.
6. Поэтому Бог существует.

В третьей главе Ансельм описал понятие существа, которое не может быть представлено как несуществующее. Он утверждал, что если что-то может не существовать, то нечто лучшее может быть воображено, следовательно, если нет ничего лучше этого, то оно должно существовать. Данное высказывание является подтверждением другого аргумента во второй главе, хотя Норман Малькольм считает, что это само по себе аргумент.

### Рене Декарт

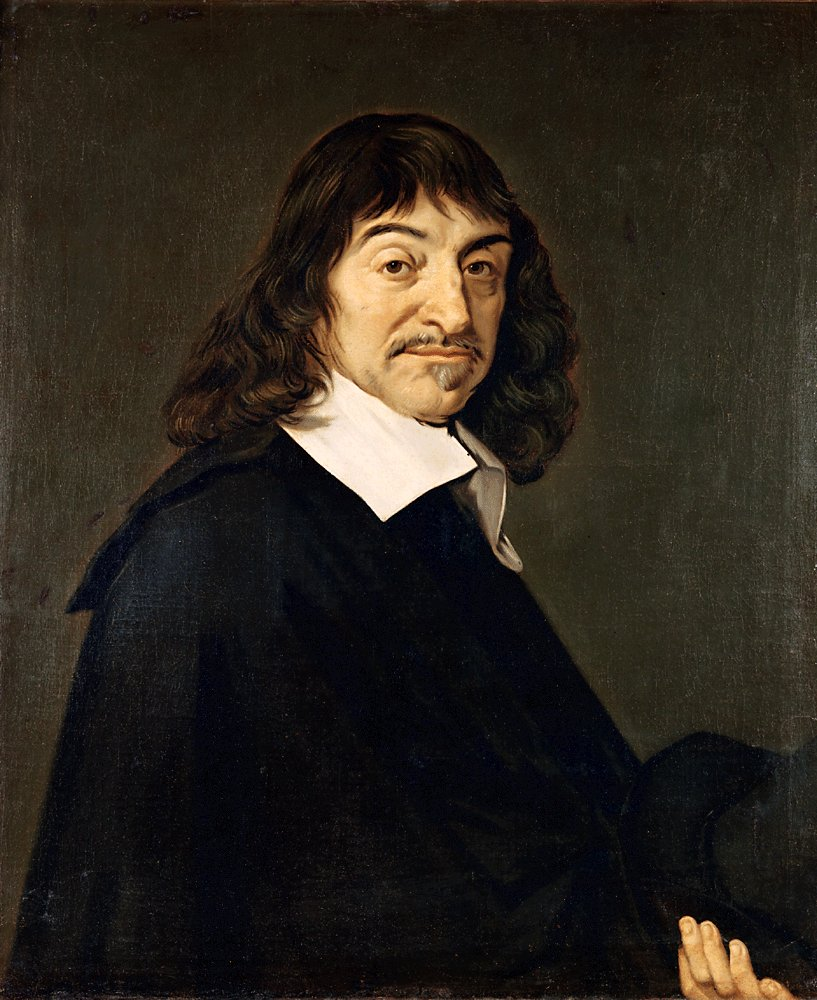
Французский мыслитель Рене Декарт написал несколько аргументов, которые могут считаться онтологическими

Рене Декарт (1596—1650) составил ряд онтологических аргументов, которые отличались от формулировки Ансельма и были менее формальны. Так, он писал в Пятом Размышлении:
И если из одного того, что я способен извлечь идею какой-то вещи из собственного сознания, действительно следует всё то, что я воспринимаю ясно и отчётливо как относящееся к этой вещи, неужели я не могу также извлечь из этого аргумент в пользу существования Бога? Ведь, несомненно, я нахожу у себя идею Бога, то есть наисовершеннейшего существа, точно так же, как я нахожу идею любой фигуры или числа. И я не менее ясно и отчётливо постигаю, что вечное бытие ещё более присуще его природе, нежели все те свойства, относительно которых я доказываю, что они присущи какой-либо фигуре или числу. В силу этого, хотя не всё то, о чём я размышлял в эти последние дни, оказалось истинным, бытие Бога для меня приобрело, по крайней мере, ту степень достоверности, какую до сих пор имели математические истины.
Декарт утверждал, что существование Бога может быть выведено из его природы, так же, как геометрические свойства объекта могут быть выведены из его образа — к примеру, он делал выводы о размере треугольника по размерам его углов. Он предположил, что концепция Бога — идеальное существо, состоящее из совершенных черт. Он также предположил, что существование и есть одна из его совершенных черт: было бы более совершенным существовать, чем не существовать. Таким образом, если идея Бога не включает в себя существование, то это нельзя назвать совершенством. Следовательно, как утверждал Декарт, идея идеального Бога, которого нет, неясна. Таким образом, по своей природе, Бог должен существовать.

### Готфрид Лейбниц

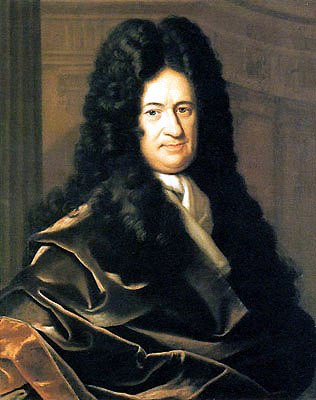
Германский философ Готфрид Лейбниц попытался доказать логичность «совершенного существа»

Готфрид Лейбниц увидел проблему, связанную с онтологическим аргументом Декарта: Декарт не доказывал возможность существования «идеального» существа. Он предположил, что онтологический аргумент не важен до тех пор, пока не будет продемонстрирована возможность существования идеального существа. Лейбниц считал невозможным анализировать совершенство; поэтому было бы невозможно доказать, что все совершенные черты несовместимы. Он считал, что всё совершенное может быть собрано в единое целое и что аргумент Декарта по-прежнему в силе.

### Мулла Садра
См. также: Transcendent theosophy
Мулла Садра (ок. 1571—1640) был исламским философом, который изучал философию Авиценны. Садра опровергал аргументы Авиценны о существовании Бога, утверждая, что они не были априори и отвергая их на том основании, что существование предшествует сущности и что существование человека является более фундаментальным, чем его сущность.
Садра выдвинул новый аргумент, известный как аргумент Праведников (арабский: برهان الصديقين — Бурхан аль-Сиддикин). Аргумент пытается доказать существование Бога через реальность существования, и вывести из этого предвечную необходимость в Боге. В аргументе Праведников нет терминов, отличных от истины. Его версия онтологического аргумента складывается из следующего:
1. Мы существуем.
2. Существование — это идеал, лучше которого ничего нет.
3. Бог совершенен, а совершенство есть существование.
4. Существование — это жизнь.
5. Жизнь можно оценивать по шкале совершенства (то есть отрицание чистого монизма).
6. Эта шкала должна иметь предельную точку, точку наибольшей интенсивности и наибольшего существования.
7. Следовательно, Бог существует.

Мулла Садра описывает этот аргумент в Асфаре следующим образом:
Существование есть реальность, и нет никакой разницы между её частями, даже если мы говорим о совершенстве или несовершенстве, о силе или слабости… И на самой верхушке шкалы совершенства уже ничего не может быть выше. Ничего более совершенного нельзя представить, и всякий несовершенный объект стремится быть совершенным. Выходит, к идеалу стремится неидеальный, к силе — слабый, к существованию — несуществующий. Кроме того было разъяснено, что идеал рассматриваемого предмета есть сам предмет, а не предметы его дополняющие. Таким образом, либо существование не зависит от других, либо нуждается в других. Первоочередная необходимость — чистое существование. Нет ничего более идеального чем Он. В нём нет места для не-существования или несовершенства. Ибо нет несовершенства в существовании.

### Курт Гёдель
Философ науки и математик Курт Гёдель предоставил формальные аргументы существования Бога. Его аргументы были опубликованы намного позже, после его смерти. Он привёл аргументы, основанные на модальной логике; он использовал концепцию свойств, которые в итоге приводят к существованию Бога.
Определение 1: «x» является богоподобным, тогда и только тогда, когда все его существенные свойства и только они положительны. {\displaystyle G(x)\;\Leftrightarrow \;\forall B(P(B)\Rightarrow B(x))}
Определение 2: «А» является сущностью «x» тогда и только тогда, когда каждое свойство «B» объекта «X» является следствием «А». {\displaystyle A{\text{ ess }}x\;\Leftrightarrow \;A(x)\wedge \forall B\left(B(x)\Rightarrow \Box \;\forall y(A(y)\Rightarrow B(y))\right)}.
Определение 3: «X» обязательно существует тогда и только тогда, когда все его сущности воплощены. {\displaystyle E(x)\;\Leftrightarrow \;\forall A(A{\text{ ess }}x\Rightarrow \Box \;\exists y\;A(y))}
Аксиома 1: Если свойство положительно, то его обратное не является положительным. {\displaystyle P(\neg \varphi )\;\Leftrightarrow \;\neg P(\varphi )}.
Аксиома 2: Любое свойство, вызванное, то есть прямо следующее из положительного, является положительным. {\displaystyle \left(P(\varphi )\;\wedge \;\Box \;\forall x(\varphi (x)\Rightarrow \psi (x))\right)\;\Rightarrow \;P(\psi )}.
Аксиома 3: Свойства Богоподобности всегда положительные. {\displaystyle P(G)}.
Аксиома 4: Если свойство положительное, то оно обязательно положительное. {\displaystyle P(\varphi )\;\Rightarrow \;\Box \;P(\varphi )}.
Аксиома 5: Существование — положительное свойство. {\displaystyle P(E)}
Аксиома 6: Для любого свойства P, если P положительно, то обязательно быть P — положительно.
Теорема 1: Если свойство положительно, то это можно доказать. {\displaystyle P(\varphi )\;\Rightarrow \;\Diamond \;\exists x\;\varphi (x)}.
Вывод 1: Свойство быть подобным Богу непротиворечиво. {\displaystyle \Diamond \;\exists x\;G(x)}.
Теорема 2: Если что-то богоподобно, то оно должно существовать.{\displaystyle G(x)\;\Rightarrow \;G{\text{ ess }}x}.
Теорема 3: Обязательно, свойство быть богоподобным воплощается. {\displaystyle \Box \;\exists x\;G(x)}.
Гёдель объяснил термин «богоподобный», как имеющий только положительные свойства. Он оставил термин «позитивный» неопределённым. Гёдель считал, что это понимается как эстетическое и нравственное чувство, как противоположность лишения (отсутствие необходимых качеств во Вселенной). Он говорил, что «положительный» не стоит трактовать как эстетически «хорошо», так как понятие «хорошо» растяжимо и включает в себя и негативные характеристики. Вместо этого он предположил, что «положительный» следует интерпретировать как совершенство или «исключительно хорошо», без отрицательных характеристик.
Гёдель писал теоремы, опираясь на аксиомы, поэтому основная часть критики фокусировалась на его аксиомах и допущениях. Некоторые философы подвергали критике его основы модальной логики, тогда как другие критиковали его широкое понятие свойств. Оппи говорил, что Гёдель так и не дал определения «положительным свойствам». Он предположил, что если эти положительные свойства образуют множество, то нет причин полагать, что любое такое существующее множество теологически интересно, или, что есть только один набор положительных свойств, которые теологически интересны.

### Норман Малкольм
В 1960 году Норман Малькольм опубликовал онтологический аргумент Ансельма. Он стремился разделить два увиденных им онтологических аргумента, предложенных Ансельмом в главах 2 и 3 его Прослогиона. Малкольм поддерживал критику Канта второго аргумента во второй части, что существование не может быть совершенно в чём бы то ни было; однако он решил, что то, как он видит второй онтологический аргумент в главе 3, нельзя подвергнуть подобного рода критике.
Малкольм выявил два ключевых момента второго онтологического аргумента Ансельма: во-первых, не существующее и логически невозможное существо гораздо более великое, чем не существующее и возможное, и во-вторых, что Бог есть бытие, «которое настолько великое, что мы не можем и вообразить». Малкольм поддержал это определение Бога и предположил, что утверждение о существовании Бога настолько же верно, как утверждение о том, что «у квадрата 4 стороны». Хотя Малкольм отвергал идею о существовании самого бытия как совершенства, он утверждал, что необходимость существования является совершенством. Это, по его мнению, и есть доказательство необходимости существования.

### Алвин Плантинга

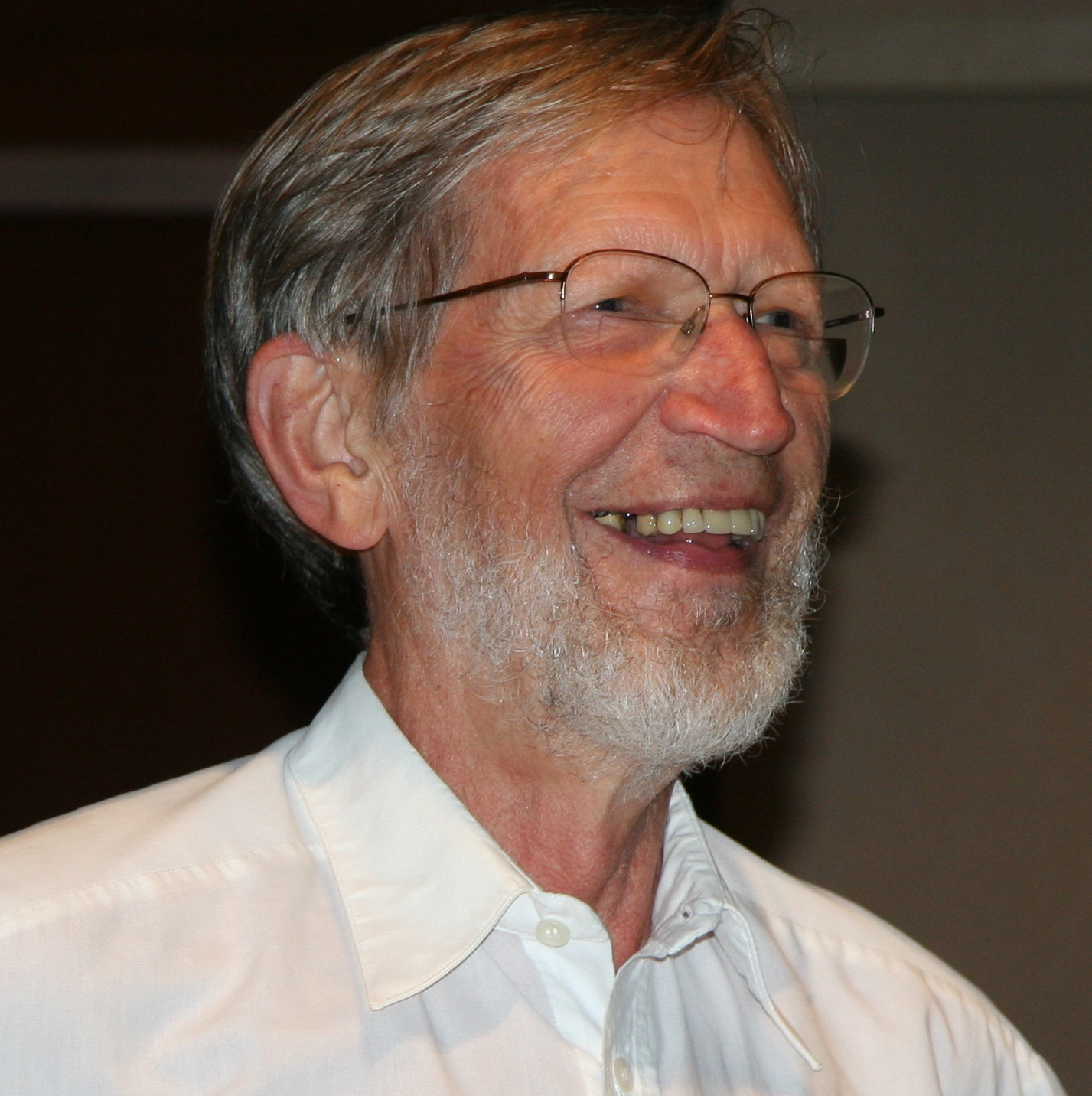
Алвин Плантинга критиковал онтологические аргументы Малькольма и переопределил их

Алвин Плантинга подвергал критике аргумент Малькольма и предлагал свою альтернативу. Он утверждал, что, если Малькольм указывает на обязательность существования высшего существа, то есть существо, которое является высшим во всех мирах, величие которого в остальных мирах так же велико. Но нельзя, как он утверждал, показать непревзойденность существа в конкретном мире.
В попытке решить эту проблему Плантинга вносит различие между «величайшим» и «совершенным» существом. В конкретном мире совершенное существо зависит от свойств данного мира, а величайшее существо зависит от свойств во всех мирах. Поэтому самое величайшее существо, которое может существовать, должно иметь максимальное превосходство в каждом возможном мире. Так, Плантинга переформулировал малколмский аргумент, используя понятие «максимального величия». Он утверждал, что раз существование сверхсущества со сверхвеличием возможно, то сверхсущество со сверхвеличием существует в возможном мире. Если это так, то сверхсущество существует в каждом мире, в том числе и в нашем.
Вывод основан на модальной аксиоме S5, в которой говорится, что если что-то «возможно» верно, то это обязательно возможно. В S5 Плантинга также говорил, что если что-то «обычно верно», то оно обязательно верно (Это верно во всех мирах).
Следующие версии его аргументов выглядели так:
1. Сверхсущество обладает абсолютным совершенством в данном мире W, тогда и только тогда, когда оно всемогуще, всеведуще и полностью положительно в W.
2. Существо обладает абсолютным величием, если оно имеет абсолютное превосходство в каждом возможном мире.
3. Возможно, есть существо, которое обладает абсолютным величием. (Предпосылка)
4. Поэтому, возможно, это правда, что всезнающее, всемогущее и совершенное существо есть.
5. Поэтому, (из аксиомы S5) это правда, что всезнающее, всемогущее и совершенное существо есть.
6. Таким образом, всезнающее, всемогущее и совершенное существо точно есть.

Плантинга подмечал, что, хотя первую предпосылку было сложно понять, но она не противоречила здравому смыслу. Майкл Мартин на это говорил, что если в совершенстве есть что-то противоречащее самому себе, такое как всемогущество и всеведение, то первая предпосылка не укладывается в рамки разумного. Мартин также предложил простой аргумент, что можно предполагать существование чего угодно, и что это можно продемонстрировать аргументами Плантинги, при том условии, что существо должно быть определено в каждом возможном мире как совершенное и особенное.
Ричард Гейл утверждал, что в аргументах присутствует только третья, «возможная предпосылка», вызывающая вопрос. Он заявил, что есть только одна модально верная для восприятия предпосылка, если кто-либо поймёт вложенные модальные операторы, что если поймёт их в рамках системы S5 — без которой аргументы не имеют право на существование — тогда он поймёт, что «возможно необходимое» — это то же самое, что и «обязательное». Отсюда следует недействительность предпосылки, из-за заключения в нём содержащегося.

### Изречение Шанкары
Александр Р. Прусс предпринял попытку поддержать аргумент Плантинги. Представив изречение индийского философа Шанкары VIII—IX века нашей эры, в котором говорилось, что если что-нибудь мы считаем невозможным, то мы, скорее всего, просто не можем это воспринять (у нас нет доказательств), что это на самом деле возможно. Отсюда следует, что если у нас есть понимание о чём-либо, то даже если это вовсе не так, то, по крайней мере, для нас это возможно. Если мистики на самом деле принимают факт существования величайшего существа, то отсюда следует, что это существо, по крайней мере, может быть.

### Автоматизированные рассуждения
Павел Оппенеймер и Эдвард Зальта использовали автоматизированные доказательства теорем — Prover9 — для проверки онтологического тезиса Ансельма. Prover9 впоследствии обнаружил более простой, формально верный онтологический аргумент из одной не логической предпосылки.

## Критика и возражения

### Гаунило
Одним из первых противников аргумента Ансельма был современник Ансельма, Гаунило из Мармутье. Он пригласил своего читателя представить остров «совершеннее», чем любой другой остров. Он предположил, что согласно Ансельманскому доказательству, этот остров должен обязательно существовать, как и ещё более превосходный остров, чем этот. Критика Гаунила неявно демонстрирует недостаток в аргументе Ансельма. Он предложил следующую критику онтологического аргумента Ансельма, доказывая, что люди не способны понять Бога, как утверждал Ансельм. Он доказывал, что многие верующие согласятся признать, что Бог, по своей природе, не может быть ими полностью понят. Поэтому, если люди не могут полностью представить себе Бога, тогда онтологический аргумент не сможет выполняться в таких условиях.
Ансельм ответил на критику Гаунила, поправляя его, что аргумент применяется только к понятиям с необходимым существованием. Он предположил, что только существо с необходимым существованием может выполнять компетенции «то, величественней которого ничего не может быть». Кроме того, условный объект, такой как остров, всегда может быть улучшен, и поэтому никогда не может достичь состояния совершенства. По этой причине Ансельм отклонял все аргументы, которые не касались существа с необходимым существованием.
Другие пародии были представлены, включая заключение дьявола, никакое заключение дьявола и противоположность никакому заключению дьявола. Заключение дьявола предполагает, что это существо, хуже которого ничего нет, и нельзя даже представить, но существует в понимании (иногда термин «меньший» используется вместо «хуже»). Используя логическую форму Ансельма, пародия утверждает, что если он (дьявол) существует в понимании, тогда хуже этого существа будет то, что существует в реальности, поэтому такое существо существует. Следовательно, это существо было бы единственным худшим и существующим в реальности, поэтому он бы исключал существо в понимании, поэтому такого существа нет. Ну и последнее следствие заключения о дьяволе предполагается в том, что худшее существо всё же то, которое не существует ни в реальности, ни в понимании. Тимоти Чемберс утверждал, что заключение в дьяволе более сильное, чем вызов Гаунила, потому что оно выдерживает проблемы, которые могут победить пародию Гаунила. Он также утверждал, что «никакое заключение о дьяволе» является следствием сильного вызова, поскольку оно «подписывает» «никакое заключение дьявола», которое «угрожает аргументу Ансельма в самой его основе».

### Фома Аквинский
Фома Аквинский предлагал пять доказательств существования Бога в своей «Сумме теологии», возражая против аргумента Ансельма. Он предположил, что люди не могут познать природу Бога и поэтому не могут себе его представить, как предлагает Ансельм. Онтологический аргумент будет иметь смысл только для тех, кто понимает сущность Бога полностью. Фома Аквинский рассуждал, что поскольку Бог может полностью знать свою сущность, только он мог использовать этот аргумент. Его отказ от онтологического аргумента заставил бы некоторых католических богословов тоже отклонить аргумент.

### Дэвид Юм

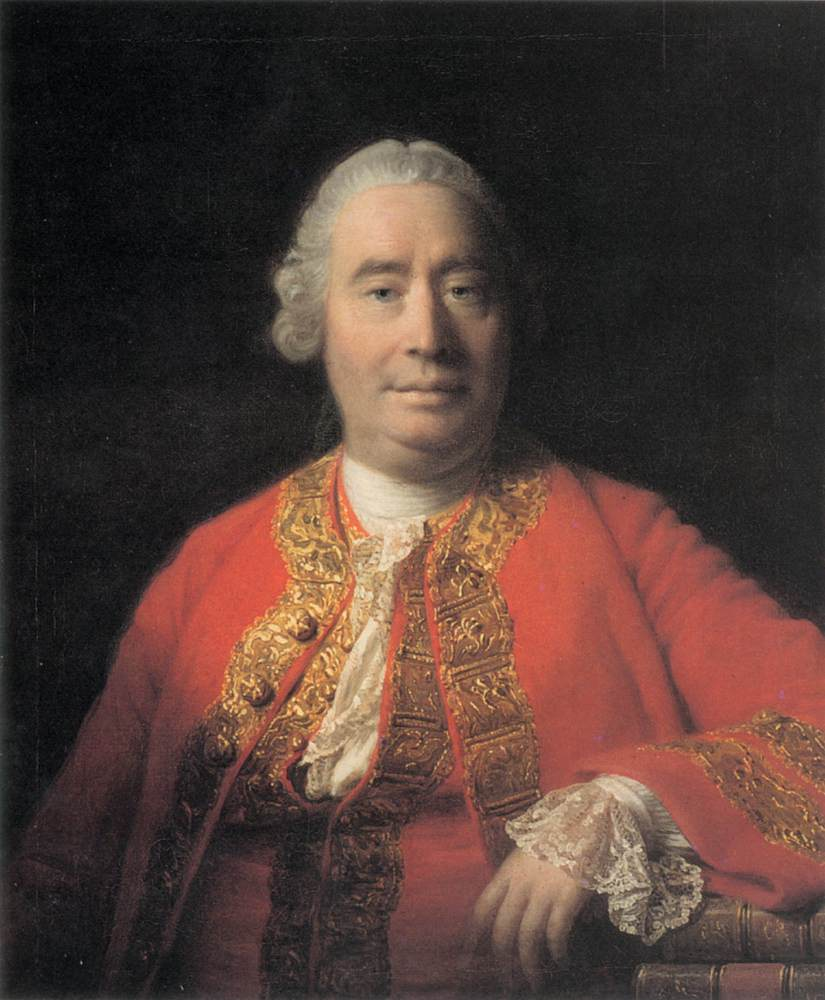
Дэвид Юм не верил, что онтологический аргумент возможен

Шотландский философ и эмпирик Дэвид Юм утверждал, ничто не может быть доказано как существующее, используя только априорные рассуждения. В его «Диалогах о естественной религии» персонаж Клинзэс (игра слов — «Чистейший») предлагает критику:
… есть очевидная нелепость в притворстве, чтобы продемонстрировать реальную действительность или доказать его любыми аргументами априорно. Ничто не доказуемо, если обратное не подразумевает противоречие. Ничто, которое является отчётливо мыслимым, не влечёт противоречие. Что бы мы ни представляли себе, как существующее, так и не существующее. Нет никакого существа, отсутствие которого, привело бы к противоречию. Следовательно, нет существа, чьё существование можно бы было доказать. Юм также предположил, что поскольку у нас нет абстрактной идеи существования (кроме как часть наших идей о других объектах), мы не можем утверждать, что идея Бога подразумевает его существование.
Он предположил, что любая концепция Бога, которую мы можем себе представить, включает в себя существующих или не существующих Богов. Он считал, что существование — не качество (или совершенство), так что концепция полностью совершенного существа не может существовать. Поэтому он утверждал, что это не является противоречием, чтобы отрицать существование Бога. Хотя эта критика направлена против космологического аргумента, подобно Сэмюелю Кларку в своей первой книге «лекции Бойля», она также применяется и для онтологических аргументов.

### Иммануил Кант

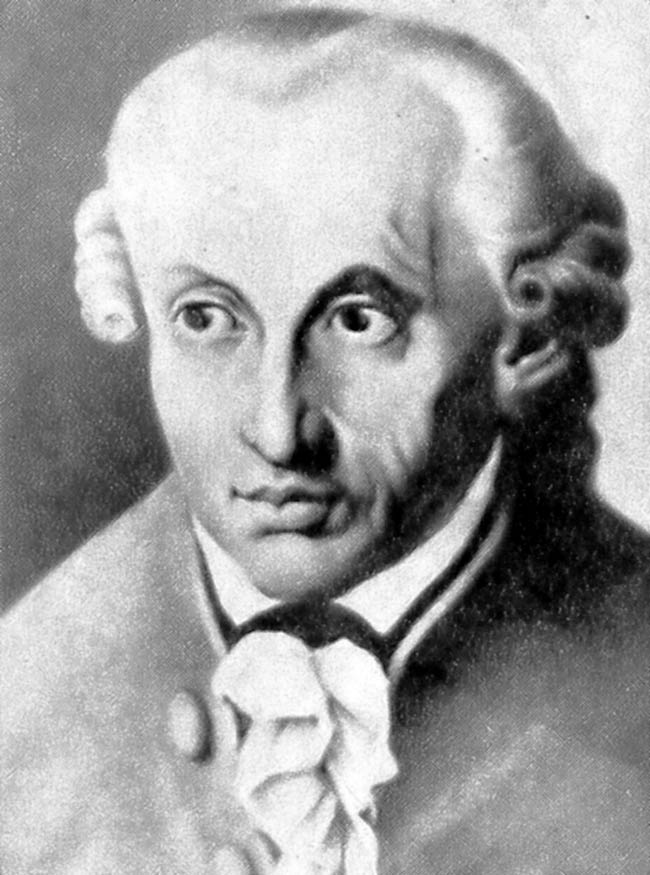
Иммануил Кант

Иммануил Кант раскритиковал онтологическое доказательство в своей «Критике чистого разума». Опровержение Канта состоит из нескольких отдельных, но взаимосвязанных аргументов, устанавливающих различие между аналитическими и синтетическими суждениями. В аналитическом суждении предикат (логическое сказуемое) уже содержится в субъекте (логическом подлежащем), а в синтетическом суждении — наоборот, не содержится.
Кант сомневается в интеллигибильности концепции необходимого существования. Он считает примером такого существования утверждение «треугольник имеет три угла» и отвергает применение подобной логики к существованию Бога. Он считает, что неопровержимое существование чего-либо истинно только в том случае, если нечто действительно существует: например, если треугольник существует, то он должен иметь три угла.
Суждение о необходимости существования не делает существование треугольника необходимым. Если высказано суждение «Икс существует», то из этого следует, что, в случае истинности существования Икс, этот Икс существует с необходимостью. Но это не означает, что Икс существует в реальности. Противоречие возникает тогда, когда сохраняются и субъект, и предикат одновременно. Суждение о том, что нечто не существует, непротиворечиво, поскольку оно отрицает предикат. Затем Кант делает предположение о том, что утверждение «Бог существует» должно быть либо аналитическим, либо синтетическим — то есть предикат должен содержаться либо внутри субъекта, либо выходить за его пределы. Если суждение аналитическое, как на то претендует онтологический аргумент, то оно было бы верно только по причине значения составляющих его слов. Кант утверждает, что онтологический аргумент является обычной тавтологией и ничего не говорит нам о реальности. Однако если оно является синтетическим, то в таком случае онтологический аргумент просто не сработает, так как факт существования Бога не содержится в определении Бога (необходимо ещё найти свидетельства существования Бога).
Далее Кант пишет, что существование понятия не есть «реальный предикат» и не может быть частью концепции самого понятия. По его мнению, существование — это не предикат и не качество. Дело в том, что существование ничего не добавляет к сущности мыслимого предмета, но лишь указывает на его проявление в реальности. Если взять в качестве субъекта Бога со всеми его предикатами и затем начать утверждать, что Бог существует, мы не добавляем нового предиката к понятию «Бог». По мнению Канта, онтологический аргумент работает только тогда, когда существование само является предикатом, а если это не так, то можно предположить, что полностью совершенное существо не существует, тем самым онтологический аргумент опровергается.
Также Кант утверждал, что в понятии Бога нет какого-либо конкретного смысла, скорее это «объект чистой мысли». Он считал, что Бог существует вне сферы чувственного опыта и природы. Поскольку мы не можем познать Бога опытным путём, Кант считал, что невозможно знать, каким образом можно верифицировать существование Бога, в отличие, например, от материальных понятий, которые могут верифицироваться органами чувств.

### Дуглас Гаскин
Австралийский философ Дуглас Гаскин разработал свою версию онтологического аргумента с целью доказать, что Бог не существует. Версия не претендовала на серьёзность, скорее её целью была иллюстрация проблем, которые Гаскин видел в онтологическом аргументе.
Гаскин утверждает, что сотворение мира является самым чудесным достижением, которое можно себе представить. Степень величия достижения зависит от качества самого достижения и возможностей творца: чем больше ограниченность творца, тем чудеснее выглядит выдающийся результат. Получается, что если Вселенная — творение существующего творца, мы можем представить в разуме ещё более совершенное создание — сотворившего всё несуществующего творца. Таким образом, существующий бог не будет существом, совершеннее которого невозможно представить, потому что несуществующий бог будет ещё более совершенным и могущественным. Выходит, Бога нет. Предположение Гаскина, о том, что наибольшая ограниченность не существует, является ответом на предположение Ансельма, что существование является утверждением и совершенством. Гаскин использует это для предположения, что небытие является неполноценностью.
По мнению Оппи, эти предположения можно рассматривать как слабую пародию на онтологический аргумент. Он говорит, что даже если принято считать, что создание чего-то большего, чем творец, который существует, является большим достижением для несуществующего творца, нет никаких оснований предполагать, что несуществующий создатель был бы большим существом. В продолжении он считает, что нет причин на то, чтобы считать сотворение мира как «самое чудесное достижение, которое можно себе представить». Также он считает, что создание чего-либо реального немыслимо для несуществующего явления.

### Согласованность понятия «величие существа»
В своём исследовании онтологического аргумента Лейбниц попытался продемонстрировать связность в совершенном существе. Броад возразил, что если две характеристики, необходимые для совершенства Бога, несовместимы с третьей, то понятие совершенного существа становится несогласованным. Онтологический аргумент определения Бога из классического теизма: Бог всемогущий, всеведущий и морально совершенный.
Кеннет Эйнар Химма считает, что всеведение и всемогущество, несовместимы: если Бог всемогущ, то он может создать существо со свободной волей, если он всеведущ, то он должен точно знать, что такое существо будет делать (что делает существа безвольными). Этот анализ представляет онтологический аргумент бессвязным, так как характеристики, необходимые для максимально большого существа, не могут сосуществовать в одном существе, выходит, такое существо не может существовать.

### Другая критика
Бертран Рассел в молодости находил это доказательство вполне серьёзным. Якобы, ознакомившись с таковым, он воскликнул: «Боже правый — а ведь онтологический аргумент хорош!». Позднее, впрочем, Рассел критиковал это доказательство, утверждая, что «аргумент не очень убедителен с точки зрения современного взгляда на вещи, но проще верить в эту неубедительность, чем точно выяснить, где в нём скрывается ошибка». Он различал сущность и существование, считая, что сущность человека может быть описана, но его существование остаётся под вопросом.